# عرض حيش (بعدان)

تعديل مصدري - تعديل

عرض حيش محلة تابعة لقرية بلسان، التابعة لعزلة دلال بمديرية بعدان إحدى مديريات محافظة إب في الجمهورية اليمنية، بلغ تعداد سكانها 60 حسب تعداد اليمن لعام 2004.